# Camenca
Camenca (en russe : Каменка, et en ukrainien : Кам'янка) est une ville de Moldavie ayant en 2014 une population de 8871 habitants.